# コロナートゥス
コロナートゥス（ラテン語:colonatus）は、古代ローマにおける大規模所領での農業形態の一つである。

## 概要
この前の形態であるラティフンディウムは、奴隷を多数所有する大貴族による大土地所有であった。古代ローマの拡大期においては、戦争捕虜などで安価な奴隷が多数供給され、また同時に領土獲得によって多数の農地がローマの国有地となった。その安価な奴隷を貴族が多数購入し、国有地を借り受け奴隷を使役する事によって低コストで収益をあげた。そしてその収益はいわゆる「パンとサーカス」によって、大土地所有者ではないローマ市民にも還元された。
しかし、パクス・ロマーナの時代では戦争が減り、奴隷の数は減少し市場価格も上がった。そのため奴隷制を前提としたラティフンディウムは成立しなくなった。
紀元3世紀になると、ローマ帝国は労働力不足に直面するようになった。ローマの大土地所有者は労働力を提供するために奴隷の代わりに小作人としてローマの自由民に頼ることが多くなった。このような小作人たちは、やがてコロヌスと呼ばれるようになり、その地位は徐々に失われていった。もともとコロヌスとは、地主が小作人に土地の使用を許可し、その対価として農作物の一部を得るという相互関係であった。しかしディオクレティアヌスの時代に税制改革が行われ、これが小作人と地主の関係を変化させた原因だとする歴史家が多い。ディオクレティアヌス帝の治世下284年から305年にかけて、土地税と人頭税の増税のために、コロヌスを土地に結びつける勅令がいくつか出されたのである。ディオクレティアヌスは、帝国の人口と富を監視するために、定期的な国勢調査を行うとともに、人物に基づく複雑な税制を構築した。税率は複雑な数式で計算された。この制度は分配型であり、貢献型のように支払い能力を考慮することはなかった。ディオクレティアヌスは、臨時の徴発と定期的な徴税を定期的な徴税制度に変えることで、帝国に初めて予算を与えたのである。ディオクレティアヌス帝の税制改革によって土地と住民が結び付けられ、農民が土地を離れることが困難となった。ディオクレティアヌス帝に始まる後期ローマ帝国の体制は農業構造に大きな変化をもたらした。新しい税制ユガティオ‐カピタティオの導入を契機として、所領に登録されたコロヌスを法的に土地に縛りつけるコロナートゥスが成立し、都市の衰退と反比例して大所領は経済的自立性を高めた。
そこで大土地所有者である貴族は、奴隷の代わりに没落農民をコロヌス、小作人として使うようになった。彼らは奴隷とは違い自由人であり、またアントニヌス勅令によりローマ市民権を有しており、財産を持つ権利あるいは子孫に財産を贈与する権利などを有していた。彼らコロヌスは自らの財産を殖やすために自発的に働く事が期待できたので、これから地代を取り立てることにより収益を増やすという方針に転換したのである。ローマの政体も軍人皇帝期に入り、各地方の軍閥が割拠する時代となり経済基盤のコロナートゥス化によりローマ帝国は帝国としての求心力を失う要因となった。特に浸透した帝国西部では、都市の経済の繁栄を支えていた裕福な都市市民が農村に所領を構えるようになった。これにより都市の衰退を招くとともに、分権化が進んだ。
モーゼス・フィンリーは紀元前1000年から500年までの歴史をモデル化して要約できるとし、身分制度が連続した社会から、身分制度が奴隷と自由民という二極化された社会へと移行すると提案した。さらにローマ帝国のもとでその動きは逆転し、古代社会は次第に身分の連続体に戻り、我々が中世と呼ぶ世界へと変化していったと分析した。
こうして古代ローマ末期の社会構造は、市民と奴隷からなる奴隷制社会から、領主と農奴からなる農奴制へと移行していき、中世の封建社会へと変遷する。